# Радвілішкіський район
Радвілішкіський район (лит. Radviliškio rajono savivaldybė) — муніципалітет районного рівня на північному заході Литви, що знаходиться у Шяуляйському повіті. Адміністративний центр — місто Радвілішкіс.

## Географія
Район розташований на сході Жемайтійського плато. Найвища точка — 184 м над рівнем моря. Середня температура січня -5.2 °C, липня +17.3 °С. Середньорічна кількість опадів — 556—614 мм. Середня товщина сніжного покриву — 18 см. Лісом покрито 21,8 % території району. Переважають змішані ліси (ялина, береза, сосна).

## Адміністративний поділ та населені пункти
Район включає 12 староств:
- Аукштелкайське (лит. Aukštelkų seniūnija; Аукштелкай)
- Байсогальське (лит. Baisogalos seniūnija; Байсогала)
- Гринкішкіське (лит. Grinkiškio seniūnija; Гринкішкіс)
- Пакалнишкіське (лит. Pakalniškių seniūnija; Радвілішкіс)
- Радвілішкіське (лит. Radviliškio seniūnija; Радвілішкіс)

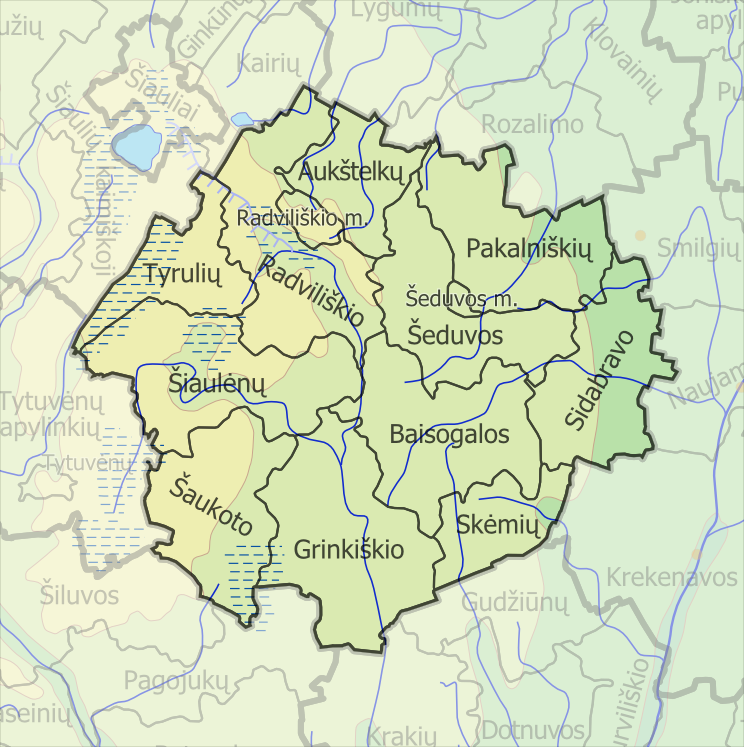
Староства Радвілішкіського району

- Радвілішкіське міське (лит. Radviliškio miesto seniūnija; Радвілішкіс)
- Сидабраваське (лит. Sidabravo seniūnija; Сидабравас)
- Скемяйське (лит. Skėmių seniūnija; Скемяй)
- Шаукотаське (лит. Šaukoto seniūnija; Шаукотас)
- Шедувське міське (лит. Šeduvos miesto seniūnija; Шедува) (2009 об'єднано із Шедувським сільським)
- Шяуленайське (лит. Šiaulėnų seniūnija; Шяуленай)
- Тируляйське (лит. Tyrulių seniūnija; Тируляй)

Район містить 2 міста — Радвілішкіс та Шедува; 10 містечок — Байсогала, Гринкішкіс, Палонай, Пашушвіс, Поцюнеляй, Сидабравас, Шаукотас, Шяуленай, Тируляй та Вадактай; 420 сіл.
Чисельність населення найбільших поселень (2001):
- Радвілішкіс — 20 339 осіб
- Шедува — 3 400 осіб
- Байсогала — 2 548 осіб
- Гринкішкіс — 900 осіб
- Шяуленай — 890 осіб
- Алкснюпяй — 761 осіб
- Кутишкяй — 759 осіб
- Павартичяй — 711 осіб
- Аукштелкай — 704 осіб
- Пакиршініс — 698 осіб

## Населення
Згідно з переписом 2011 року у районі мешкало 42 389 осіб.
Етнічний склад:
- Литовці — 95,69 % (40562 осіб);
- Росіяни — 2,8 % (1186 осіб);
- Білоруси — 0,3 % (129 осіб);
- Українці — 0,29 % (122 осіб);
- Поляки — 0,2 % (84 осіб);
- Німці — 0,04 % (17 осіб);
- Інші — 0,68 % (289 осіб).

## Відомі особистості
В районі народився:
- Марцелінас Шикшніс (1874—1970) — литовський прозаїк, поет, драматург, публіцист, педагог (с. Нотінишкяй).